# توكوغاوا إيتسونا
توكوغاوا إيتسونا (باليابانية: 徳川 家綱) عاش في الفترة بين (7 سبتمبر 1641 - 4 يونيو 1680) كان رابع شوغون في شوغونية توكوغاوا والذي حكم في الفترة بين 1651 حتى 1680. إيتسونا هو أكبر أبناء توكوغاوا إيميتسو وحفيد توكوغاوا هيديتادا ابن توكوغاوا إياسو مؤسس شوغونية توكوغاوا.